# Абаїра
13°15′00″ пд. ш. 41°39′50″ зх. д. / 13.25° пд. ш. 41.663888888889° зх. д.
 'Абаіра' (порт. Abaíra) - муніципалітет в Бразилії, входить в штат Баїя. Складова частина мезорегіону Південно-центральна частина штату Баїя. Входить в економіко-статистичний мікрорегіон Сеабра. Населення становить 15 729 осіб на 2006 рік. Займає площу 620 км². Щільність населення - 25,37 чол./км².

## Історія
Поселення з'явилося в кінці XIX століття. Статус міста отримано 22 лютого 1962 року.

## Економіка
Місто називають світовою столицею рому, оскільки в місцевих кооперативах зосереджено виробництво спирту Abaíra. Кожні два роки тут проводиться фестиваль рому, який приваблює безліч людей з усієї країни. Також розвинене виробництво цукрової тростини, маніоки, кави, цибулі та бананів. Скотарство.

## Статистика
- Валовий внутрішній продукт на 2003 становить 15.625.671,00 реалів (дані: Бразильський інститут географії та статистики).
- Валовий внутрішній продукт на душу населення на 2003 становить 1.700,29 реалів (дані: Бразильський інститут географії та статистики).
- Індекс розвитку людського потенціалу на 2000 становить 0,681 (дані: Програма розвитку ООН).

## Географія
Клімат тропічний. Характерний дощовий сезон з листопада по березень і дуже посушливий період з квітня по жовтень.